# Epitrimerus eriophori
Epitrimerus eriophori är en spindeldjursart som beskrevs av Roivainen 1947. Epitrimerus eriophori ingår i släktet Epitrimerus, och familjen Eriophyidae. Arten är reproducerande i Sverige.